# Киттер, Беньямин
Беньямин Киттер (дат. Benjamin Kitter; род. 25 апреля 1975, Копенгаген, Дания) — датский актёр театра и кино.

## Биография
Беньямин Киттер родился 25 апреля 1975 года в Копенгагене в семье датского актёра Бьярне Киттера. Дедом актёра является датский пародист Питер Киттер.

## Карьера
В 2005 году окончил Датскую национальную школу театра, после чего до 2007 года был членом постоянного ансамбля «TurboTown» в Королевском театре Дании. За это время Киттер принимал участие в различных театральных постановках, таких как: «Зимняя сказка», которая основана на одноимённой пьесе Уильяма Шекспира (2005 год), «Тартюф» по комедийной пьесе Мольера (2007 год) и других. В 2008 году снялся на телевидение в сериале «Альбом».
С 2008 года по настоящее время Киттер принимает участие в различных театральных постановках, но он не прикреплён ни к одному театру, поскольку является внештатным актёром. С этого периода также стал сниматься в кино, сначала в эпизодических ролях, в том числе в таких картинах как «Мистериум. Тьма в бутылке» и «Настанет день».
В декабре 2013 года получил премию «Драматический дебют» в «Театре V» в Копенгагене за постановку спектакля «Спарта».
В 2015 году Беньямин Киттер снялся в музыкальном клипе «Alfons — Ganjaman».
В 2016 году за роль в театральной постановке «Кто имеет честь?» был номинирован на датскую кино-театральную премию «Årets Reumert» в качестве лучшего актёра второго плана.
В 2017 году сыграл одну из основных ролей в фильме «Лучший побеждает», который основан на биографии датского боксёра Йоргена Хансена.
В 2018 году актёр исполнил главную роль в театральной постановке «Direktøren for det hele», которая основана на фильме режиссёра Ларса фон Триера «Самый главный босс». В этом же году Киттер принял участие в съёмках фильма «Счастливчик Пер», основанного на одноимённом романе писателя Хенрика Понтоппидана. За роль в этой картине актёр был номинирован на премию «Роберт» в качестве лучшего актёра второго плана.

## Избранные театральные работы
Источник:.
- 2004 — «1001 ночь» — Флер (постановка Вероники Кьяэр, театр «Grønnegårds», Копенгаген)
- 2005 — «Иванов» — Иванов (постановка Ханса Хенриксена, Королевский театр Дании)
- 2005 — «Зимняя сказка» — Принц Флоризель (постановка Миккеля Хадера, Королевский театр Дании)
- 2007 — «Тартюф» — Валер (постановка Ларса Колунда, Королевский театр Дании)
- 2012 — «Ромео и Джульетта» — Меркуцио (постановка Йенса Августа Вилла, «Народный театр» в Копенгагене)
- 2014 — «Наследник престола и Дания» — Свинг (постановка Генриха Кристенсена, театр «Nørrebro», Копенгаген)
- 2015—2016 — «Кто имеет честь?» — муж (постановка Рольфа Хайма, театр «Odense» в Оденсе, театр «V»)
- 2017 — «Анна Каренина» — Константин (постановка Якоба Шьодта, театр «Odense»)
- 2018—2019 — «Самый главный босс» — Кристофер/Самый главный босс (постановка Николая Фабера, театр «Odense»)
- 2019—2020 — «Великий Гэтсби» — Ник Кэррауэй (постановка Николая Фабера, театр «Odense»)

## Фильмография
| Год       |     | Русское название          | Оригинальное название                   | Роль                 |
| --------- | --- | ------------------------- | --------------------------------------- | -------------------- |
| 2004      | кор |                           | På toppen                               | Константин           |
| 2007      | ф   | Эрик Ницше                | De unge år: Erik Nietzsche sagaen del 1 | смутный              |
| 2007      | ф   | Белая ночь                | Hvid nat                                | полицейский          |
| 2008—2008 | с   | Альбом                    | Album                                   | Йон Олуфсен          |
| 2008      | кор |                           | Elsker ikke                             | бармен               |
| 2009—2009 | с   | Колдовское соглашение     | Pagten                                  | Ниссе                |
| 2012—2019 | с   | Рита                      | Rita                                    | экзаменатор          |
| 2012      | ф   | Спит ли Долли на спине?   | Sover Dolly på ryggen?                  | биржевик             |
| 2014—2015 | с   | Банкротство               | Bankerot                                | бухгалтер            |
| 2015      | кор | Аборт                     | Afvej                                   | Мартин               |
| 2015—2016 | с   | Дитте и Луиза             | Ditte & Louise                          | инструктор Бруно     |
| 2016      | ф   | Торденшельд и Кольд       | Tordenskjold & Kold                     | Герцог Шакенбург     |
| 2016      | ф   | Мистериум. Тьма в бутылке | Flaskepost fra P                        | микробиолог          |
| 2016      | ф   | Настанет день             | Der kommer en dag                       | врач                 |
| 2016—2019 | с   |                           | Kill Skills                             | Бенни                |
| 2016—2016 | с   |                           | Bedre skilt end aldrig                  | Эсбен                |
| 2017      | ф   | Лучший побеждает          | Den bedste mand                         | Бьорген              |
| 2018      | ф   | Счастливчик Пер           | Lykke-Per                               | Иван Саломон         |
| 2018      | ф   |                           | Ditte & Louise                          | Бруно                |
| 2018—2018 | с   | Воитель                   | Kriger                                  | Андерс               |
| 2018      | ф   |                           | Brakland                                | Троэльс              |
| 2018      | ф   |                           | Happy ending                            | Карстен              |
| 2018—2018 | с   |                           | Sygeplejeskolen                         | Йоргенсен            |
| 2020      | ф   |                           | Kød og blod                             | полицейский Джонатан |
| 2020—2020 | с   |                           | Når støvet har lagt sig                 | следователь          |

## Награды и номинации
| Год  | Награда             | Номинированная работа         | Категория                  | Результат |
| ---- | ------------------- | ----------------------------- | -------------------------- | --------- |
| 2013 | Драматический дебют | Sparta!                       | Лучшая дебютная постановка | Победа    |
| 2016 | Årets Reumert       | Постановка «Кто имеет честь?» | Лучший актёр второго плана | Номинация |
| 2019 | Роберт              | Счастливчик Пер               | Лучший актёр второго плана | Номинация |

## Примечание
1. ↑  Bjarne Kitter на сайте www.danskefilm.dk (дат.). Дата обращения: 1 февраля 2019. Архивировано 6 июня 2016 года.
2. ↑  Benjamin Kitter на сайте www.danskefilm.dk (дат.). Дата обращения: 1 февраля 2019. Архивировано 21 января 2019 года.
3. 1 2  All That Management. Benjamin Kitter (дат.). Дата обращения: 1 февраля 2019. Архивировано 21 января 2019 года.
4. 1 2  Jakob Steen Olsen. Anmeldelse: Sparta! Gode præstationer i Teater Vs misantropiske, dramatiske debut «Sparta!» (дат.). www.berlingske.dk (25 февраля 2014). Дата обращения: 1 февраля 2019. Архивировано 2 февраля 2019 года.
5. ↑  Alfons - Ganjaman (Official Video). www.youtube.com. Дата обращения: 1 февраля 2019. Архивировано 5 марта 2021 года.
6. ↑  Ganjaman (2015) by Alfons. imvdb.com. Дата обращения: 1 февраля 2019. Архивировано 2 февраля 2019 года.
7. 1 2  Årets Reumert Nominerede 2016 (дат.). Дата обращения: 1 февраля 2019. Архивировано 9 декабря 2018 года.
8. ↑  Årets Mandlige Birolle 2016 (дат.). Дата обращения: 1 февраля 2019. Архивировано 9 декабря 2018 года.
9. ↑  Den bedste mand (2017) - Dansk film database (дат.). Дата обращения: 1 февраля 2019. Архивировано 2 февраля 2019 года.
10. ↑  Lars von Trier-farce som teater: Moderne virksomhedsledelse eller varm luft (дат.). www.fyens.dk (4 ноября 2018). Дата обращения: 8 декабря 2018. Архивировано 9 декабря 2018 года.
11. 1 2  Årets nominerede til Robert Prisen 2019 (дат.). filmakademiet.dk. Дата обращения: 1 февраля 2019. Архивировано из оригинала 23 января 2019 года.
12. 1 2  Britt Kristensen. Lykke-Per kan blive mere lykkelig: Nomineret til 16 Robertpriser (дат.). nordjyske.dk (8 января 2019). Дата обращения: 1 февраля 2019. Архивировано 2 февраля 2019 года.
13. 1 2  Philip Christoffersen. 'Den skyldige' kåret til årets bedste danske film - se alle Robert-vinderne her (дат.) (3 февраля 2019). Дата обращения: 7 апреля 2019. Архивировано 8 февраля 2019 года.
14. ↑  Benjamin Kitter. Odense Teater (дат.). Дата обращения: 11 июня 2021. Архивировано 11 июня 2021 года.